# Efecto de Troxler

En este ejemplo, las manchas en la ilusión «perseguidor del lila» se desvanecen después de varios segundos cuando la cruz negra se mira lo suficiente. Esto deja un fondo gris y la cruz. Algunos espectadores pueden notar que el espacio en movimiento se ha desvanecido en un punto azul verdoso en movimiento, posiblemente con un rastro corto siguiéndolo. Además, alejar los ojos de la imagen después de un período de tiempo puede resultar en una imagen residual breve y fuerte de un círculo de puntos verdes.

El efecto de Troxler o desvanecimiento de Troxler, es una ilusión óptica que afecta la percepción visual. Cuando uno se fija en un punto en particular, aunque sea por un corto período de tiempo, un estímulo inmutable alejado del punto de fijación se desvanecerá y desaparecerá. La investigación sugiere que al menos una parte de los fenómenos de percepción asociados con el desvanecimiento de Troxler ocurre en el cerebro.

## Descubrimiento
El efecto fue descubierto en 1804 por el filósofo y médico suizo Ignaz Paul Vital Troxler, que estaba practicando en Viena en ese momento.

## Proceso

### Adaptación neuronal
El efecto de Troxler se ha atribuido a la adaptación de neuronas vitales para percibir estímulos en el sistema visual. Es parte del principio general de los sistemas sensoriales que los estímulos invariables pronto desaparecen de nuestra conciencia. Por ejemplo, si se deja caer un pequeño trozo de papel en la parte interior del antebrazo, se siente durante un corto período de tiempo hasta que la sensación se desvanece. Esto se debe a que las neuronas táctiles se han adaptado y comienzan a ignorar el estímulo sin importancia. Pero si uno mueve el brazo hacia arriba y hacia abajo, dando distintos estímulos, se seguirá sintiendo el papel.

### Paralelos visuales

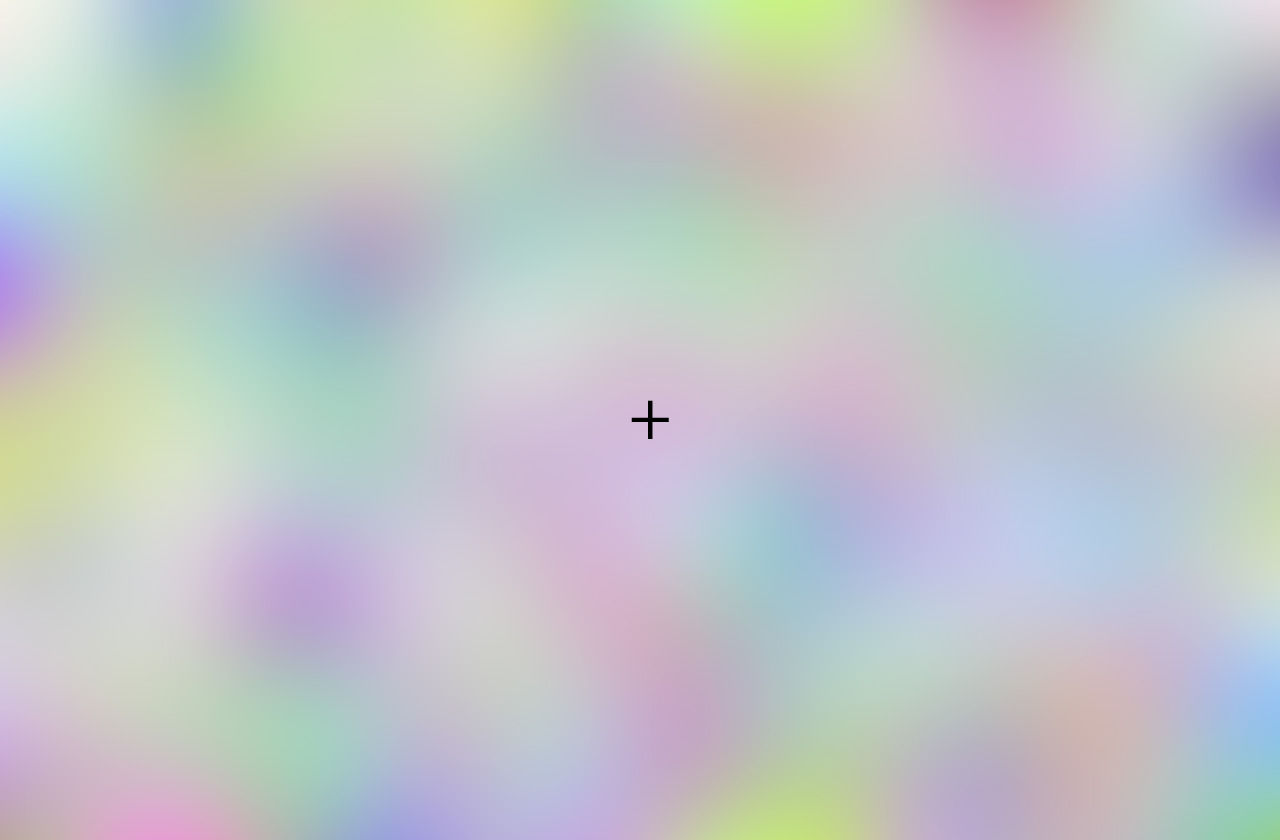
El efecto de adaptación neuronal del desvanecimiento de Troxler se puede experimentar mirando la cruz desde una distancia corta sin mover los ojos. Después de unos segundos, los colores parecen desvanecerse. [Haga clic en la imagen para ampliar]

Se puede ver un «desvanecimiento sensorial» o relleno similar de un estímulo fijo cuando su imagen retiniana se fija en la retina (una imagen retiniana estabilizada). La estabilización se puede realizar de al menos tres formas.
- Primero, se puede montar un pequeño proyector en una lente de contacto. El proyector proyecta una imagen en el ojo. A medida que el ojo se mueve, la lente de contacto se mueve con él, por lo que la imagen siempre se proyecta en la misma parte de la retina;
- En segundo lugar, uno puede monitorear los movimientos de los ojos y mover el estímulo para cancelar los movimientos de los ojos;
- En tercer lugar, se puede inducir una imagen secundaria, generalmente mediante un destello breve e intenso, como cuando uno es fotografiado con un destello fotográfico (una forma de imagen retiniana estabilizada que la mayoría de la gente ha experimentado). Esto hace que una imagen se decolore en la retina por la fuerte respuesta de los conos y bastones. En todos estos casos, el estímulo se desvanece al poco tiempo y desaparece.

El efecto Troxler aumenta si el estímulo es pequeño, tiene poco contraste (o «equiluminante») o está borroso. El efecto aumenta cuanto más se aleja el estímulo del punto de fijación.

## Explicación del efecto
El efecto de Troxler puede ocurrir sin una estabilización extraordinaria de la imagen retiniana en la visión periférica porque las neuronas en el sistema visual más allá de los bastones y conos tienen grandes campos receptivos. Esto significa que los pequeños movimientos oculares involuntarios que se hacen al fijarse en algo no logran mover el estímulo hacia el campo receptivo de una nueva célula, lo que en efecto genera una estimulación invariable. La experimentación adicional de este siglo por parte de Hsieh y Tse mostró que al menos una parte del desvanecimiento perceptivo ocurrió en el cerebro, no en los ojos.